# Jonesia rostrata
Jonesia rostrata är en kräftdjursart som först beskrevs av Lucas 1930.  Jonesia rostrata ingår i släktet Jonesia och familjen Bythocytheridae. Inga underarter finns listade i Catalogue of Life.